# 1925 w muzyce
Wydarzenia muzyczne w 1925 roku.

## Urodzili się
- 1 stycznia – Andrzej Tylczyński, polski autor tekstów piosenek, dziennikarz, tłumacz, satyryk (zm. 2009)
- 2 stycznia
  - Irina Archipowa, rosyjska śpiewaczka operowa (mezzosopran i kontralt) (zm. 2010)
  - Andrzej Nikodemowicz, polski kompozytor, pianista i pedagog (zm. 2017)
- 5 stycznia – Włodzimierz Kotarba, polski piosenkarz, śpiewak operetkowy (tenor), skrzypek (zm. 1994)
- 6 stycznia – Jane Harvey, amerykańska piosenkarka jazzowa (zm. 2013)
- 13 stycznia – Nat Peck, amerykański puzonista jazzowy (zm. 2015)
- 14 stycznia
  - Grace Hoffman, amerykańska śpiewaczka operowa (mezzosopran) (zm. 2008)
  - Moscelyne Larkin, amerykańska tancerka (zm. 2012)
- 15 stycznia – Jarema Junosza-Stępowski, polski aktor i piosenkarz (zm. 2001)
- 19 stycznia – Henry Gray, amerykański pianista i wokalista bluesowy (zm. 2020)
- 20 stycznia – Haxhi Tafaj, albański śpiewak operowy (baryton) (zm. 2005)
- 23 stycznia – Marty Paich, amerykański pianista, kompozytor, aranżer, producent, kierownik muzyczny i dyrygent (zm. 1995)
- 24 stycznia – Maria Tallchief, amerykańska tancerka baletowa (zm. 2013)
- 25 stycznia – Barbara Carroll, amerykańska pianistka jazzowa (zm. 2017)
- 2 lutego – Elaine Stritch, amerykańska aktorka i piosenkarka (zm. 2014)
- 7 lutego – Marius Constant, francuski kompozytor pochodzenia rumuńskiego (zm. 2004)
- 8 lutego – Bryan Fairfax, australijski dyrygent (zm. 2014)
- 9 lutego – Bobby Lewis, amerykański piosenkarz rock’n’rollowy (zm. 2020)
- 16 lutego – Karol Anbild, polski kompozytor, dyrektor Filharmonii Świętokrzyskiej (zm. 2008)
- 19 lutego – Bogusław Choiński, polski poeta, autor tekstów piosenek, scenarzysta, malarz i rysownik (zm. 1976)
- 22 lutego – Alexander Grant, brytyjski tancerz, dyrektor artystyczny Baletu Narodowego w Toronto (zm. 2011)
- 24 lutego – S. Mohinder, indyjski kompozytor muzyki filmowej (zm. 2020)
- 1 marca – Lucine Amara, amerykańska śpiewaczka operowa (sopran) (zm. 2024)
- 3 marca
  - Herbert Hardesty, amerykański saksofonista i trębacz jazzowy (zm. 2016)
  - Irving Joseph, amerykański muzyk jazzowy, aranżer i dyrygent (zm. 2000)
  - Paul Mauriat, francuski dyrygent (zm. 2006)
  - Joe Sentieri, włoski piosenkarz (zm. 2007)
- 6 marca – Wes Montgomery, amerykański gitarzysta, kompozytor jazzowy (zm. 1968)
- 8 marca – Dennis Lotis, brytyjski piosenkarz, aktor i artysta estradowy (zm. 2023)
- 12 marca – Helga Pilarczyk, niemiecka śpiewaczka operowa (sopran) (zm. 2011)
- 13 marca
  - Roy Haynes, amerykański perkusista jazzowy (zm. 2024)
  - Mirosława Krajewska-Stępień, polska aktorka i piosenkarka (zm. 2019)
- 14 marca – Florentín Giménez, paragwajski pianista i kompozytor (zm. 2021)
- 16 marca
  - Behije Çela, albańska  aktorka i pieśniarka (zm. 1999)
  - Mary Hinkson, amerykańska tancerka i choreograf (zm. 2014)
  - Paolo Montarsolo, włoski śpiewak operowy (bas) (zm. 2006)
- 17 marca – Tadeusz Prejzner, polski kompozytor, pianista i pedagog (zm. 2010)
- 18 marca
  - Alessandro Alessandroni, włoski kompozytor, dyrygent, aranżer i multiinstrumentalista (zm. 2017)
  - Jean-Christophe Benoît, francuski śpiewak operowy (baryton) (zm. 2019)
- 20 marca – Eugene Louis Faccuito, amerykański tancerz, kreator tańca jazzowego, choreograf, aktor i pedagog (zm. 2015)
- 25 marca – Bonnie Guitar, amerykanka piosenkarka i bizneswoman (zm. 2019)
- 26 marca
  - Pierre Boulez, francuski kompozytor, dyrygent i organizator życia muzycznego (zm. 2016)
  - James Moody, amerykański saksofonista jazzowy (zm. 2010)
- 28 marca – Dmytro Hnatiuk, ukraiński śpiewak operowy (baryton), pedagog (zm. 2016)
- 29 marca – Ludmiła Ladowa, rosyjska piosenkarka i kompozytorka; Ludowa Artystka RFSRR (zm. 2021)
- 31 marca – Zdzisław Zaczyk, polski śpiewak operowy (tenor) (zm. 2023)
- 1 kwietnia – Kathy Stobart, brytyjska saksofonistka jazzowa (zm. 2014)
- 2 kwietnia – Frank Holder, gujański wokalista i perkusjonista jazzowy (zm. 2017)
- 9 kwietnia – Virginia Gibson, amerykańska tancerka, piosenkarka, aktorka (zm. 2013)
- 11 kwietnia – Emil Mangelsdorff, niemiecki saksofonista, klarnecista i flecista jazzowy (zm. 2022)
- 12 kwietnia – Ned Miller, amerykański piosenkarz country (zm. 2016)
- 14 kwietnia – Gene Ammons, amerykański saksofonista jazzowy (zm. 1974)
- 21 kwietnia – Carline Ray, amerykańska wokalistka i muzyk jazzowy (zm. 2013)
- 24 kwietnia – Jiří Jirmal, czeski gitarzysta muzyki klasycznej i jazzowej (zm. 2019)
- 26 kwietnia
  - Jørgen Ingmann, duński muzyk jazzowy, zwycięzca 8. Konkursu Piosenki Eurowizji w 1963 (zm. 2015)
  - Wilma Lipp, austriacka śpiewaczka operowa (sopran), pedagog muzyczny (zm. 2019)
- 27 kwietnia – Albina Kuraś, polska skrzypaczka ludowa, piosenkarka, rzeźbiarka (zm. 2019)
- 29 kwietnia – Colette Marchand, francuska aktorka i tancerka baletowa (zm. 2015)
- 30 kwietnia – Johnny Horton, amerykański piosenkarz country (zm. 1960)
- 9 maja
  - Harry Pitch, angielski harmonijkarz (zm. 2015)
  - Eddie Preston, amerykański trębacz jazzowy (zm. 2009)
- 10 maja – Jadwiga Dzikówna, polska śpiewaczka operowa (sopran) (zm. 2017)
- 14 maja
  - Patrice Munsel, amerykańska śpiewaczka operowa (sopran koloraturowy) (zm. 2016)
  - Al Porcino, amerykański trębacz jazzowy (zm. 2013)
- 15 maja – Andriej Eszpaj, rosyjski kompozytor (zm. 2015)
- 16 maja – Bobbejaan Schoepen, belgijski, flamandzki kompozytor, piosenkarz, gitarzysta, aktor i przedsiębiorca (zm. 2010)
- 17 maja – Ira Tucker, wokalista amerykańskiej grupy gospel The Dixie Hummingbirds (zm. 2008)
- 20 maja – Stanisław Michałek, polski dyrygent i kompozytor (zm. 1997)
- 23 maja – Mac Wiseman, amerykański piosenkarz stylu bluegrass (zm. 2019)
- 28 maja – Dietrich Fischer-Dieskau, niemiecki śpiewak operowy (baryton) (zm. 2012)
- 30 maja – Rolf Bækkelund, norweski skrzypek i dyrygent (zm. 2024)
- 3 czerwca – Mîndru Katz, rumuńsko-izraelski pianista (zm. 1978)
- 10 czerwca – Nat Hentoff, amerykański historyk, powieściopisarz, krytyk muzyczny (jazz i country), felietonista (zm. 2017)
- 16 czerwca – Lucia Dlugoszewski, amerykańska kompozytorka, choreografka i poetka polskiego pochodzenia (zm. 2000)
- 17 czerwca – Fiora Corradetti Contino, amerykańska dyrygent (zm. 2017)
- 19 czerwca – Jan Ferdynand Tkaczyk, polski pedagog muzyczny, dyrygent i kierownik artystyczny Zespołu Pieśni i Tańca Politechniki Warszawskiej (zm. 2008)
- 28 czerwca
  - Giselher Klebe, niemiecki kompozytor (zm. 2009)
  - George Morgan, amerykański muzyk country (zm. 1975)
- 29 czerwca – Marilyn Mason, amerykańska organistka i pedagog (zm. 2019)
- 2 lipca – Marvin Rainwater, amerykański piosenkarz country (zm. 2013)
- 4 lipca – Cathy Berberian, amerykańska śpiewaczka i kompozytorka pochodzenia ormiańskiego (zm. 1983)
- 6 lipca
  - Merv Griffin, amerykański aktor, piosenkarz, pianista (zm. 2007)
  - Bill Haley, amerykański muzyk i wokalista (zm. 1981)
- 9 lipca – Alan Dale, amerykański piosenkarz (zm. 2002)
- 11 lipca
  - Mattiwilda Dobbs, afroamerykańska śpiewaczka operowa (sopran koloraturowy) (zm. 2015)
  - Nicolai Gedda, szwedzki śpiewak operowy (tenor) (zm. 2017)
- 12 lipca – Yasushi Akutagawa, japoński kompozytor muzyki poważnej (zm. 1989)
- 14 lipca – Sheila Guyse, amerykańska piosenkarka i aktorka (zm. 2013)
- 16 lipca – Cal Tjader, amerykański kompozytor oraz multiinstrumentalista tworzący w nurcie latin jazz (zm. 1982)
- 17 lipca
  - Carla Boni, właśc. Carla Gaiano, włoska piosenkarka, zwyciężczyni Festiwalu Piosenki Włoskiej w San Remo (1953) (zm. 2009)
  - Jimmy Scott, amerykański wokalista jazzowy (zm. 2014)
- 22 lipca
  - Roman Kosierkiewicz, polski śpiewak (zm. 2000)
  - Hal Schaefer, amerykański pianista i kompozytor jazzowy (zm. 2012)
- 23 lipca – Gloria DeHaven, amerykańska aktorka i piosenkarka (zm. 2016)
- 28 lipca
  - Kenneth Alwyn, brytyjski dyrygent, kompozytor i pisarz (zm. 2020)
  - André Boucourechliev, kompozytor francuski pochodzenia bułgarskiego (zm. 1997)
- 29 lipca – Mikis Theodorakis, grecki kompozytor (zm. 2021)
- 31 lipca – Carmel Quinn, irlandzko-amerykańska piosenkarka i artystka estradowa (zm. 2021)
- 3 sierpnia – Karel Fiala, czeski śpiewak operowy (tenor), piosenkarz i aktor filmowy (zm. 2020)
- 6 sierpnia – Krystyna Kobylańska, polska muzykolog i chopinolog (zm. 2009)
- 7 sierpnia
  - Art Laboe, amerykański didżej i kompozytor, osobowość radiowa (zm. 2022)
  - Julián Orbón, kubański kompozytor pochodzenia hiszpańskiego (zm. 1991)
- 12 sierpnia – Sybil Michelow, brytyjska śpiewaczka (zm. 2013)
- 15 sierpnia
  - Aldo Ciccolini, francusko-włoski pianista i kompozytor (zm. 2015)
  - Oscar Emmanuel Peterson, kanadyjski pianista jazzowy i kompozytor (zm. 2007)
- 16 sierpnia – Bullumba Landestoy, dominikański pianista i kompozytor (zm. 2018)
- 23 sierpnia
  - Sulchan Cincadze, gruziński kompozytor, wiolonczelista i pedagog (zm. 1991)
  - Włodzimierz Kotoński, polski kompozytor, pierwszy twórca muzyki elektronicznej w Polsce, profesor (zm. 2014)
- 24 sierpnia – Allan Wilmot, brytyjski muzyk R&B pochodzenia jamajskiego, członek zespołu The Southlanders (zm. 2021)
- 31 sierpnia – Katyna Ranieri, włoska piosenkarka (zm. 2018)
- 1 września – Art Pepper, amerykański saksofonista jazzowy (zm. 1982)
- 11 września – Alan Bergman, amerykański kompozytor i autor tekstów (zm. 2025)
- 13 września
  - Eugeniusz Banaszczyk, polski śpiewak operowy (baryton) (zm. 2007)
  - Mel Tormé, amerykański wirtuoz muzyki jazzowej, kompozytor, aranżer, dobosz, aktor oraz autor książek (zm. 1999)
- 15 września – Erika Köth, niemiecka śpiewaczka operowa (sopran) (zm. 1989)
- 16 września
  - Charlie Byrd, amerykański gitarzysta jazzowy (zm. 1999)
  - B.B. King, amerykański wokalista jazzowy (zm. 2015)
- 22 września – Russell Solomon, amerykański przedsiębiorca i kolekcjoner sztuki, założyciel światowego imperium sklepów muzycznych Tower Records (zm. 2018)
- 23 września – Nikolai Kaufman, bułgarski etnomuzykolog, folklorysta i kompozytor (zm. 2018)
- 26 września – Marty Robbins, amerykański aktor, muzyk, kompozytor, kierowca wyścigowy (zm. 1982)
- 29 września – Jane Stuart Smith, amerykańska śpiewaczka operowa (sopran) (zm. 2016)
- 5 października – Herbert Kretzmer, brytyjski dziennikarz i autor tekstów piosenek (zm. 2020)
- 7 października – Julian Sitkowiecki, rosyjski skrzypek, solista moskiewskiej filharmonii (zm. 1958)
- 8 października – Irene Dalis, amerykańska śpiewaczka operowa (mezzosopran) (zm. 2014)
- 15 października – Mickey Baker, amerykański gitarzysta jazzowy i bluesowy (zm. 2012)
- 16 października – Angela Lansbury, amerykańska aktorka i piosenkarka (zm. 2022)
- 20 października – Tom Dowd, amerykański inżynier dźwięku i producent nagrań (zm. 2002)
- 21 października
  - Celia Cruz, kubańska piosenkarka (zm. 2003)
  - Virginia Zeani, rumuńska śpiewaczka operowa (sopran liryczny) (zm. 2023)
- 22 października – Dory Previn, amerykańska wokalistka i kompozytorka, autorka tekstów piosenek (zm. 2012)
- 24 października – Luciano Berio, włoski kompozytor (zm. 2003)
- 25 października – Oralia Domínguez, meksykańska śpiewaczka operowa (mezzosopran) (zm. 2013)
- 28 października – Simon Gjoni, albański kompozytor i dyrygent (zm. 1991)
- 29 października – Zoot Sims, amerykański saksofonista jazzowy (zm. 1985)
- 30 października – Teo Macero, amerykański kompozytor, saksofonista i producent muzyczny (zm. 2008)
- 4 listopada
  - Gjoni Athanas, albański śpiewak operowy (tenor) (zm. 2019)
  - Kjerstin Dellert, szwedzka śpiewaczka operowa (sopran), kierownik teatralna (zm. 2018)
- 6 listopada – Gerald English, angielski śpiewak operowy (tenor) (zm. 2019)
- 9 listopada – Jerzy Kosko, polski muzyk, kompozytor, pedagog (zm. 1997)
- 15 listopada
  - Jurriaan Andriessen, holenderski kompozytor muzyki poważnej (zm. 1996)
  - Andrzej Haniaczyk, polski muzyk folkowy, pedagog, tancerz, laureat Nagrody im. Oskara Kolberga (zm. 2019)
- 17 listopada – Charles Mackerras, australijski dyrygent (zm. 2010)
- 18 listopada – William Mayer, amerykański kompozytor (zm. 2017)
- 20 listopada
  - June Christy, amerykańska wokalistka jazzowa (zm. 1990)
  - Clytus Gottwald, niemiecki muzykolog, dyrygent chóralny i kompozytor (zm. 2023)
  - Maja Plisiecka, rosyjska tancerka i choreografka (zm. 2015)
- 21 listopada
  - Adam Pawlikowski, polski aktor niezawodowy, dziennikarz, krytyk filmowy, muzykolog, kompozytor, wirtuoz okaryny (zm. 1976)
  - Jerzy Podsiadły, polski śpiewak operowy (bas) (zm. 1989)
- 22 listopada – Gunther Schuller, amerykański kompozytor, dyrygent, pedagog, muzyk jazzowy (zm. 2015)
- 23 listopada – Johnny Mandel, amerykański kompozytor muzyki filmowej i jazzu (zm. 2020)
- 26 listopada – Eugene Istomin, amerykański pianista pochodzenia rosyjskiego (zm. 2003)
- 29 listopada – Ray West, amerykański inżynier dźwięku nagrodzony Oskarem (zm. 2016)
- 3 grudnia – Richard Thomas, amerykański tancerz baletowy, solista (zm. 2013)
- 6 grudnia – Bob Cooper, amerykański saksofonista i oboista jazzowy (zm. 1993)
- 8 grudnia
  - Don Marino Barreto Jr., kubański i włoski piosenkarz pop, kontrabasista i perkusista (zm. 1971)
  - Sammy Davis Jr., amerykański muzyk i aktor (zm. 1990)
  - Zenon Hodor, polski skrzypek, koncertmistrz Filharmonii Łódzkiej (zm. 2000)
- 12 grudnia – Władimir Szainski, rosyjski i radziecki kompozytor (zm. 2017)
- 13 grudnia – Leon Bator, polski muzyk, organista, profesor Akademii Muzycznej w Gdańsku; wieloletni kierownik Międzynarodowego Festiwalu Muzyki Organowej w Oliwie (zm. 2002)
- 16 grudnia – Alice Parker, amerykańska kompozytorka, aranżerka, dyrygentka i pedagog (zm. 2023)
- 19 grudnia – Robert B. Sherman, amerykański autor tekstów piosenek z disneyowskich filmów (zm. 2012)
- 21 grudnia – Billy Emerson, amerykański piosenkarz R&B (zm. 2023)
- 24 grudnia – Claude Frank, amerykański pianista muzyki klasycznej (zm. 2014)
- 26 grudnia – Žarko Jovanović, serbski muzyk i kompozytor romskiego pochodzenia (zm. 1985)
- 30 grudnia – Eric Wetherell, angielski dyrygent, kompozytor, organista, pianista, aranżer (zm. 2021)
- 31 grudnia – Jaap Schröder, holenderski skrzypek, dyrygent i pedagog (zm. 2020)

## Zmarli
- 6 stycznia – Ferdinand Löwe, austriacki dyrygent, pedagog i pianista (ur. 1865)
- 27 stycznia – Alfons Brandt, polski skrzypek, koncertujący solista-wirtuoz (ur. 1868)
- 4 lutego – Marie Jaëll, francuska pianistka i pedagog muzyczny (ur. 1846)
- 10 lutego – Aristide Bruant, francuski piosenkarz kabaretowy (ur. 1851)
- 14 lutego – Giuseppe Donati, włoski wynalazca, twórca okaryny w jej współcześnie znanej postaci (ur. 1836)
- 20 lutego – Marco Enrico Bossi, włoski organista, kompozytor i pedagog (ur. 1861)
- 21 lutego – Fernando De Lucia, włoski śpiewak operowy (tenor) (ur. 1860)
- 4 marca – Maurycy Moszkowski, niemiecki pianista i kompozytor (ur. 1854)
- 11 marca – Andreas Hallén, szwedzki kompozytor (ur. 1846)
- 23 marca – Adelina Paschalis-Souvestre, polska śpiewaczka operowa (sopran), nauczycielka śpiewu (ur. 1847)
- 3 kwietnia – Jan Reszke, polski śpiewak operowy (baryton) (ur. 1850)
- 22 kwietnia – André Caplet, francuski kompozytor i dyrygent (ur. 1878)
- 25 kwietnia – George Stephănescu, rumuński kompozytor, dyrygent i pedagog (ur. 1843)
- 16 czerwca – Dante Baranowski, polski aktor, skrzypek i poeta (ur. 1882)
- 1 lipca – Erik Satie, francuski kompozytor (ur. 1866)
- 5 lipca – Hjalmar Borgstrøm, norweski kompozytor i krytyk muzyczny (ur. 1864)
- 21 sierpnia – Karol Namysłowski, polski kompozytor, dyrygent, skrzypek (ur. 1856)
- 1 września – Michael Balling, niemiecki dyrygent (ur. 1866)
- 16 września – Leo Fall, kompozytor operetek, jeden z twórców postklasycznego okresu operetki wiedeńskiej (ur. 1873)
- 7 października – Andreas Moser, niemiecki skrzypek, pedagog i muzykolog (ur. 1859)
- 27 października – Wilhelm Gericke, austriacki dyrygent (ur. 1845)
- 12 listopada – Roman Statkowski, polski kompozytor i pedagog muzyczny (ur. 1859)
- 14 listopada – Agnes Zimmermann, angielska pianistka i kompozytor niemieckiego pochodzenia (ur. 1847)
- 26 listopada – Johannes Haarklou, norweski organista i kompozytor (ur. 1847)
- 9 grudnia – Eugène Gigout, francuski organista i kompozytor muzyki organowej (ur. 1844)